# Висотне обґрунтування
Висотне обґрунтування (рос. высотное обоснование, нім. Höhenbestimmung f) — мережа закріплених на земній поверхні (чи в гірничих виробках) пунктів, що мають висотні відмітки; створюється прокладанням ходів тригонометричного чи геометричного нівелювання.